# Tha Last Meal
Tha Last Meal je páté album amerického rapera Snoop Dogga. Umístilo se na 4. místě v The Billboard 200 a získal Platinové ocenění RIAA. Tato deska je třetí a zároveň poslední pod labelem No Limit Records.

## Seznam skladeb
| #  | Název                                   | Host(é)                                                   | Trvání |
| -- | --------------------------------------- | --------------------------------------------------------- | ------ |
| 1  | "Intro"                                 | -                                                         | 1:20   |
| 2  | "Hennesey N Buddah"                     | Kokane                                                    | 4:12   |
| 3  | "Snoop Dogg (What's My Name Pt. 2)"     | -                                                         | 4:03   |
| 4  | "True Lies"                             | Kokane                                                    | 4:01   |
| 5  | "Wrong Idea"                            | Bad Azz, Kokane, Lil HD                                   | 4:14   |
| 6  | "Go Away"                               | Kokane                                                    | 4:52   |
| 7  | "Set It Off"                            | MC Ren, The Lady Of Rage, Nate Dogg, Ice Cube             | 4:52   |
| 8  | "Stacey Adams"                          | Kokane                                                    | 4:35   |
| 9  | "Lay Low"                               | Master P, Nate Dogg, Butch Cassidy, Goldie Loc, Tray Deee | 3:43   |
| 10 | "Bring It On"                           | Suga Free, Kokane                                         | 4:17   |
| 11 | "Game Court"                            | Mac Minista                                               | 2:10   |
| 12 | "Issues"                                | -                                                         | 2:36   |
| 13 | "Brake Fluid (Biiittch Pump Yo Brakes)" | Kokane                                                    | 5:56   |
| 14 | "Ready 2 Ryde"                          | Eve                                                       | 4:21   |
| 15 | "Losin' Control"                        | Butch Cassidy                                             | 4:09   |
| 16 | "I Can't Swim"                          | -                                                         | 4:17   |
| 17 | "Leave Me Alone"                        | -                                                         | 4:12   |
| 18 | "Back Up Off Me"                        | Master P, Mr. Magic                                       | 5:15   |
| 19 | "Y'all Gone Miss Me"                    | Kokane                                                    | 4:15   |

## Singly
- "Lay Low"
- "Snoop Dogg"
- "Losin' Control"
- "Wrong Idea"